# Jean-Gilles Boussiquet
Jean-Gilles Boussiquet est un athlète français, né le 26 juillet 1944, adepte de la course d'ultrafond, actuel détenteur du record de France des 24 heures sur piste, champion du monde des 48 heures (M60) en 2005 et des 6 jours (M40) en 1985 dans sa catégorie d'âge et détenteur du record du monde des 6 jours en salle.

## Biographie
Jean-Gilles Boussiquet est actuel détenteur du record de France des 24 heures sur piste établit en 1981, – mais non reconnu par la FFA, –, champion du monde des 48 heures (M60) en 2005 et des 6 jours (M40) en 1985 dans sa catégorie d'âge et détenteur du record du monde des 6 jours en salle (1034,2 km) depuis 1992,,.
Après ses années dans le haut niveau, Jean-Gilles Boussiquet continue de courir et participe régulièrement à des courses de 100 kilomètres chaque année.

## Records personnels
Statistiques de Jean-Gilles Boussiquet d'après la Deutsche Ultramarathon-Vereinigung (DUV) :
- 100 km piste : 9 h 25 min 6 s aux 48 h pédestres de Surgères en 1996 (100 km split)
- 6 heures piste : 69,600 km aux 48 h pédestres de Montauban en 1985 (6 h spilt)
- 12 heures piste : 137,200 km aux 48 h pédestres de Montauban en 1985 (12 h spilt)
- 24 heures piste : 272,624 km à Lausanne en 1981[1]
- 48 heures piste : 423,804 km aux 48 h pédestres de Surgères en 1992[10]
- 6 jours en salle : 1 034,200 km aux Six Jours de La Rochelle en 1992[6],[7]